# Villeneuve-Saint-Vistre-et-Villevotte
Villeneuve-Saint-Vistre-et-Villevotte település Franciaországban, Marne megyében. Lakosainak száma 121 fő (2022. január 1.). Villeneuve-Saint-Vistre-et-Villevotte Queudes, Allemanche-Launay-et-Soyer, Barbonne-Fayel, La Chapelle-Lasson és Saint-Quentin-le-Verger községekkel határos.

## Népesség
A település népessége az elmúlt években az alábbi módon változott:
| Lakosok száma | 101  | 102  | 107  | 124  | 121  | 123  | 123  | 122  | 122  | 121  |
|               | 1968 | 1982 | 1990 | 2006 | 2013 | 2015 | 2017 | 2019 | 2020 | 2022 |